# Arescon maculipennis
Arescon maculipennis är en stekelart som först beskrevs av Dmitriy Alekseevich Ogloblin 1957.  Arescon maculipennis ingår i släktet Arescon och familjen dvärgsteklar. Inga underarter finns listade.